# Jouko Paunio
Jouko Juhani Kyösti Paunio, född 18 maj 1928 i Helsingfors, död 19 juni 2007, var en finländsk nationalekonom.
Paunio blev politices doktor 1959. Han verkade 1955–1966 som forskare och sedermera avdelningschef vid Finlands Bank. Åren 1966–1976 var svenskspråkig professor i nationalekonomi vid Helsingfors universitet och 1976–1993 innehade han motsvarande finska professur. Under 1950- och 60-talet vistades Paunio som gästföreläsare och -forskare vid ledande universitet i Sverige, Storbritannien och USA samt var 1981–1986 forskningsdirektör vid ECE i schweiziska Genève.
Paunio tillhörde den så kallade O-gruppen (Paunio, Niitamo, Helelä med flera) som på 1950-talet gav den finländska nationalekonomin en matematisk och ekonometrisk inriktning. I sin forskning ägnade han sig främst åt makroekonomisk analys; bland arbeten märks doktorsavhandlingen Tutkimus avoimen inflaation teoriasta (1959, om inflationsteori) och A theorethical analysis of growth and cycles (1969, om tillväxt och konjunkturer).
Paunio bildade en ny ekonomisk-teoretisk skola i Finland och fostrade en hel generation nationalekonomer i modern analys. Hans betydelse framhävs av att han varit vetenskaplig rådgivare till Finlands Bank, tidvis också till statsrådet.
Han var gift med riksdagens justitieombudsman Riitta-Leena Paunio.

## Utmärkelser
- Kommendörstecknet av Finlands Lejons orden,  1984[2]
- Kommendörstecknet av Finlands Vita Ros’ orden,  1992[2]

[Redigera Wikidata]